# Солонин, Георгий Павлович
Георгий Павлович Солонин (14 февраля 1923, Ростов-на-Дону — 6 января 2013, Москва) — российский художник, график и живописец.

## Биография
Родился 14 февраля 1923 года в Ростове-на-Дону.
Учился в Ростовском художественном училище им. М. Б. Грекова (1939-1941,1946) у А. М. Черныха. С 1949 по 1955 год учился в Московском государственном художественном институте им. В. И. Сурикова у М. М. Черемныха, Н. А. Пономарева.
Член СХ РСФСР с 1957 года.
С 1946 года жил и работал в Москве.
Георгий Павлович Солонин умер в Москве 6 января 2013 года.

## Работы находятся в собраниях
- Музей современного изобразительного искусства на Дмитровской, Ростов-на-Дону.
- Галерея «Piter», Таганрог.[1]

## Персональные выставки
- 2001 — Ростов-на-Дону.
- 1983 — Сальск.
- 1986 — Танаис.
- 1982 — Азов.